# セブンスドラゴン2020-II
『セブンスドラゴン2020-II』（7th Dragon 2020-II）は、セガより2013年4月18日に発売されたPlayStation Portable用ソフト。

## 概要
セガとイメージエポックのコラボレーションによるRPGシリーズ『セブンスドラゴンシリーズ』の第3作で、2011年11月23日に発売された前作『セブンスドラゴン2020』の続編。『2020』の1年後のストーリーが展開される。
スタッフは前作からのメンバーがほぼ引き続き登板となっているが、新納一哉のイメージエポック退社に伴い前作にて新納の補佐を務めていた大峡大]が新たにメインディレクターに就任している。またシナリオ担当が森橋ビンゴから、前作でクエストシナリオを担当していた与田想に交代になっている。

## ストーリー
西暦2020年、世界はドラゴンによって壊滅的な被害を受ける。だがドラゴン対策の切り札として政府によって集められた優秀な若者たちムラクモやその協力者により、多大な犠牲を払いながらドラゴンは辛くも撃退された。しかし西暦2021年、新たなドラゴンによる襲撃が開始された。

## 用語
ムラクモ機関
ドラゴンを狩るために組織された秘密結社。非公式で実践形式のスカウトが行われており、その中でも格段の能力を持つ者（通称Sランク）がメインとなって構成されている。それ以外の作業班や補佐班などはAランクのものが担当している。攻撃能力や素早さ等の戦闘能力に限らず、「ナビ」の様に計算能力に秀でた者をサポーターとして起用することもある。過去には人権を無視した実験により人為的にSランクを生み出そうとしていた時期もあった。Sランク保持者は一般人（や、ときには凡人）と比較し10人から100人の力を持っていると言われる。
ムラクモ13班
前大戦で世界を救った英雄で大戦後凍結扱いされていた、プレイヤーキャラクターの所属するムラクモ機関の1チーム。前作では建築担当など他の班も登場したが、すべての班の構成に関しては不明。前作の戦いの後遺症のため序盤は本来の力が出せない状態にある。
自衛隊
前大戦後復興活動を行ってきたが、スカイタワーでのマモノの大量発生によりムラクモ13班に救援を要請。ドラゴンに対しては非力ではあるが、先遣隊としての役割や後方支援、人命救助などでムラクモ13班に協力してくれる。
狩る者
星の意思によってドラゴンに対抗するため力を与えられた者たち。生まれた時より高い能力をもち、鍛錬や経験によりさらに強力な力を発揮できる。Sランクと呼ばれる異能者たちを指す言葉でもあり、アイテルによれば「星が生み出した自己防衛システムの一つ」。
セクト11
エメルの要請で日本に派遣されてきたアメリカ臨時政府が擁する対ドラゴン特殊部隊。前大戦ではエメルの指揮下で戦っていたらしい。しかし実際はデイビット大統領によって殺竜兵器の奪取のために暗躍していた。しかしその命令に反したことにより大統領に反逆者扱いされることになり、ムラクモ13班に協力することになる。リーダーはショウジで彼の死後はイズミがリーダーを務める。
SKY
渋谷に拠点を置く若者たちの組織。SKYのリーダーは永久にタケハヤであるとしている為、今回はダイゴがリーダー代理、ネコが副リーダーを務めている。渋谷で共同生活を営んでいたがドラゴンの襲来により、国会議事堂に拠点を移し再びムラクモ13班に協力する。
ヒュプノス
かつてドラゴンにより滅ぼされた星の住人。肉体は朽ちており、精神体として存在している。エメルとアイテルはその巫女で、特にエメルはドラゴンに対して激しい憎悪を持っている。
ルシェ
一万二千年前のアトランティス戦役において、自分たち種族の絶滅を代償にドラゴンを撃退した。特殊な金属オリハルコンを生成することが出来、そこから対ドラゴンの切り札竜殺剣を造り出せる。そのため殺竜兵器としてエメルが現代に甦らせた。
ドラゴン
宇宙より地球へ飛来した異生物。外見も様々であり、特に力を持つ者は「帝竜」などと呼称される。帝竜は特定の地域を自分の心地よい環境へと元の地形を変化させたり、物理法則を無視した改変を行いダンジョンを形成する。例としては明けない夜や重力を反転させるなど。
フロワロ
ドラゴンが支配する地域に咲く生物。その生命力は驚異的であり、地面はもちろん建物のがれきや無機物・溶岩の上でも花が咲く。前作では赤ないしオレンジ色の暖色系のカラーリングであったが、今作からは触れた（瘴気に当たった）生物（人間だけに対する毒性かは不明）に対して毒性を持つ黒いフロワロが登場した。触れたりしない限りは無害であると思われるが、種（フロワロシード）はアクティブな敵としてランダムエンカウントする。

## 登場人物

### ムラクモ機関

#### ムラクモ13班
主人公
プレイヤーキャラ。名前、性別、外見、職業、声はプレイヤーが設定する。
かつての大戦でムラクモ13班に所属し、真竜ニアラを倒して世界を救った英雄。今回の件で再び招集されるが、前回の戦いの後遺症と一年のブランクによって、当初は嘗てほどの力が出せない状態にある。
今回もパーティーのリーダーに設定しているキャラが、その都度主人公としてストーリーの中心に立つ。

#### 総長と副総長
桐野礼文（きりの あやふみ）
声 - 石田彰
29歳。前作から続投。ムラクモ機関の長として機関と政治家たちとの橋渡しをしている。仲間を救うために黒いフロワロに触れた事で右腕を失い、体にも障害を患ってしまった。
意識を取り戻した後、科学者としての人生が断たれたこともあってしばらく意気消沈していたが、ムラクモ13班や抗い続ける人々の姿を見て再起する。エメルの死後、ムラクモ機関の長として再復帰して真竜との戦いの指揮を執る。前作と同様で仲間を思い遣る穏やかな青年だが、開発等で自ら指示する際は周りが見えなくなり、かなりのスパルタぶりを披露する。
エメル
声 - 田村ゆかり
年齢不詳。前作から続投。ムラクモ機関の副リーダーとして桐野をフォローしている。前線に立てなくなった桐野に代わってムラクモ機関を指揮する。自身がヒュプノスの残骸であり、人間の心を持てない事に苦悩していた。ドラゴンによって議事堂が襲撃されたとき、フォーマルハウトの攻撃によって消滅してしまった。
死後もその魂は東京に残り続け、帝竜インソムニアの完全催眠に陥ったムラクモ13班の目を覚まさせ、帝竜までの道を切り開いた。

#### ムラクモ2班
ミロク
声 - 沢城みゆき
14歳。前作から登場。ムラクモ機関2班情報支援班所属。性別は男性と思われる。名称はNAV3.6でありミロクはあだ名。過去の実験により造り出されたSランク。ミイナと同じく高い演算能力を持つ。
研究者たちから延命手術を受けないかと打診されていたが、戦線が混乱していた事もあり拒否し続けていた。が、ムラクモ13班との会話を経て手術することを受け入れる。注射が苦手。
ミイナ
声 - 豊崎愛生
14歳。前作から登場。ムラクモ機関2班情報支援班所属。性別は女性と思われる。名称はNAV3.7でありミイナはあだ名。過去の実験により造り出されたSランク。ミロクと同じく高い演算能力を持つ。
研究者たちから延命手術を受けないかと打診されていたが、戦線が混乱していた事もあり拒否し続けていた。が、ムラクモ13班との会話を経て手術することを受け入れる。苦い薬が苦手。

#### ムラクモ1班
シズカ（苫木シズカ）
声 - 悠木碧
29歳。ムラクモ機関1班所属。ムラクモ13班のマネージャを務める事になった女性。自他ともに認める不幸体質であり、何もない所でよく転んでは涙目になっている。ムラクモ機関に入ったきっかけも、本来の夢であったアロマソムリエの試験会場に入場したつもりが、ムラクモ機関秘書の選抜試験の会場であった為。

#### ムラクモ4班
ワジ
声 - 宮崎寛務
63歳。ムラクモ機関4班開発班所属。ショップでは回復およびサポートアイテムの販売をしている。
ケイマ
声 - 宮坂俊蔵
21歳。ムラクモ機関4班開発班所属。ショップでは武器の販売をしている。感動癖があり、13班の戦いぶりを見て、感動の余り貰い泣きをよくする。
レイミ
声 - 藤井ゆきよ
年齢不詳。ムラクモ機関4班開発班所属。ショップでは防具の販売をしている。防具専門の職人だが、本人は武器の方が好み。かなり独自の世界観を有しており、「グレネりんこたん」と名付けた武器を携行している。

#### ムラクモ8班
ミヤ
声 - 藤堂真衣
28歳。ムラクモ機関8班建築班所属。前回はオフィスに専念していたが、本人の希望で現場へ復帰した。

#### ムラクモ10班（ヒムロ隊）
ヒムロ率いるムラクモ戦闘班。新人3名が所属しており、配属メンバーは4名。しばしば、13班と共闘する。
ヒムロ
前作から登場。テレポート能力Sランク。前作ではナツメに不信感を持ち、死ぬことが嫌で逃げ回っていたところをムラクモ13班に保護され、ナビの叱咤もあり、ムラクモ機関に復帰。今作ではムラクモ10班で新人の育成にあたっており、4章のドラゴン襲来の際には居住区の住人全員をテレポートで避難させた。ただその反動で暫くの間動けなくなってしまった。

#### 世界救済会
古菅チェロン
声 - 佐藤利奈
19歳。前作から登場。NGO「世界救済会」のメンバーであり、困っている人たちの願いを聞き入れ、プレイヤーたちに「クエスト」として解決を依頼する仲介役。
今作ではラジオDJとしても活躍している。

#### その他
マサキ

### SKY
渋谷に拠点を置く若者たちの組織。ムラクモ機関とは別にドラゴンと戦っているが、末端の構成員はチンピラとして一般人からのカツアゲ等を行っており、統制は完全に取れていない模様。後に帝竜の攻撃でメンバーの半数以上が死亡し、以後はムラクモ機関に拠点を移すこととなる。
タケハヤ
前作で登場。SKYのリーダーであり、死した後もリーダーとして英雄視されている。前作では人竜となったナツメ（ミズチ）が張った防壁を破るために最期を悟った自分から志願し人竜となり、最後は神体ニアラにトドメをさして暴走し隠しダンションのボスとして登場した。ダイゴやネコと同じく過去のムラクモ機関により造られたSランク者である。
ダイゴ（天道大吾）
声 - 小野大輔
26歳。前作から登場。タケハヤの死した後のリーダー代理として活動を指揮している。SKY内では「ママ」と呼ばれており、本人はあまり気に入っていないようだが特にやめさせようとしているわけでもない。議事堂の子供にはクマさんなどと呼ばれることもあるがその際はやんわりと訂正する。
再び侵略を始めたドラゴンに対しムラクモ機関と共闘するために議事堂に合流する。フォーマルハウトを初めとした大量のドラゴンによる議事堂の襲撃を受け、仲間を守る為に施設の隔壁を閉じる決死隊に志願し、死亡したと思われていたが、青い髪の女性によって助けられていた。記憶を失った状態で彷徨っているところを目撃され、13班によって救助され記憶を取り戻し再びSKYのリーダー代理に復帰した。タケハヤやネコと同じく過去のムラクモ機関によって造り出されたSランク者である。
ネコ（有明寧子）
声 - ゆかな
21歳。前作から登場。SKYの副リーダー。アリアケ議員の娘であり、アリアケ議員を「オジサン」と呼ぶ。「決死隊」などの考案に反対しており対立する場面も見られたがある程度の仲は戻っている様である。タケハヤに続きダイゴまで失ったことに酷く落ち込むが13班やSKYメンバーに励まされ奔走する。タケハヤやダイゴと同じくムラクモ機関によって造られたSランク者。小さい頃に誘拐された後、Sランクに造られた。

### 自衛隊
リン（堂島凛）
声 - 豊口めぐみ
前作から登場。前作の陸上自衛隊三佐から陸将補に階級が上がっている。1年前から平和を取り戻した日本の復興に力を注いでおり、自衛隊のまとめ役としての風格も持ち合わせるようになった。前作の作戦などから自衛隊の役目を理解し13班のサポートや議事堂の保安を勤める。「決死隊」で死亡した仲間を弔うなど仲間想いが強い。
サスガ
前作から登場。フォーマルハウトを初めとした大量のドラゴンによる議事堂の襲撃を受け、市民を守る為に施設の隔壁を閉じる決死隊に志願し、死亡した。
前作で登場し死亡したムラクモ10班（ガトウ隊）のアオイに好意を寄せていたようで、死した後も天国で幸せにしているだろうと回想される。

### アメリカ/セクト11
デイビッド大統領
通称デイヴ。前作で死亡したジャックの後釜として大統領に就任した男性。エメルがアメリカにいた頃は誠実だけが取り柄の男と称していたが、実際の性格はアメリカこそが至上である事を掲げ、あらゆる手段を行使することに迷いがない奸物。
序盤から中盤まではエメルの生み出した『殺竜兵器』の所有権を掛け、ムラクモ機関に圧力を掛けながらセクト11を暗躍させる。
ショウジ=サクラバ
声 - 神谷浩史
27歳。アメリカ版ムラクモである『セクト11』を指揮するリーダー。冷静な性格と卓越した戦略眼を持ち合わせており、荒くれ者や問題児の集まりであるセクト11を統制の取れた部隊にまで叩き上げた。また他のセクト11のメンバーとは違い、弱体化していたムラクモ13班を侮ったりはしなかった。
ムラクモ機関との和解後に突如としてフォーマルハウトを初めとした大量のドラゴンによる議事堂の襲撃を受け、黒いフロワロとドラゴンが闊歩する地上から市民を守る為、施設の隔壁を閉じる決死隊に志願し、最後の隔壁を閉じてその人生に幕を下ろす事となる。
とあるクエストではイズミの依頼で彼の遺品を探す事になる。
イズミ=サクラバ
声 - 加藤英美里
19歳。ショウジの妹で『セクト11』のサブリーダー。『セクト11』と自分の実力に固執しており、弱体化したムラクモ13班を見下していた。荒くれやのけ者の集まるセクト11の中での希望は兄であり、ショウジの死後、セクト11の指揮を捨てて塞ぎ込んでいたものの、ムラクモ13班とマリナの激励を受けて自身がショウジに依存していた事を認め、彼の遺志を継ぐために戦線に復帰する。アメリカ暮らしが長かったせいか地震への耐性が皆無であり、物凄く取り乱す可愛らしい一面がある。その言動から、チェロンからは「ツンデレガール」と称された。

### 議員
犬塚源一郎
前作から登場。内閣総理大臣。
ドラゴン討伐をムラクモ機関に委託するが、前作でのムラクモ総長（ナツメ）の裏切り（人竜ミヅチとなったこと）などでムラクモに対して不信感を持つ一部の議員から「イヌヅカ派」の頭として批判され、ムラクモ（ひいては13班）を政治利用しているなどのあらぬ噂の風上に立たされるシーンもある。
アリアケ議員
SKYのネコこと寧子の実父。

### その他
マリナ
声 - 花澤香菜
年齢不詳。ルシェの血族でエメルによって過去のムラクモ機関の研究の成果を応用し「造り」だされた。他にもルシェの血族は造り出されたが「オリハルコン」を造り出せることができる唯一の存在「竜滅兵器」そのものである。その検体には「あるムラクモS級能力者」が使用されており、外見や登場人物の反応などにその正体をうかがわせるものがあるが、明確にはされていない。
初音ミクTYPE-2021
クリプトン・フューチャー・メディアのVOCALOID「初音ミク」がコラボレーションとして登場。前作から衣装のデザインが変更されている。
一定の条件の満たせばBGMが「DIVAモード」というコーラスや歌詞がミクの歌う物に変更できるようになる。

## ドラゴン

### 真竜
フォーマルハウト
復興を進めていた東京に突如として現れた新たな真竜。非常に致死性の高い黒いフロワロをばら撒き、東京を再びドラゴンの住処に変えた。東京スカイタワーを根城としている。
過去に竜との交戦経験を持つエメルをして異常、規格外と言わしめるほどの能力を備えており、死んだはずの帝竜を蘇らす事が出来る。
性格はニアラと同じく極めて傲慢だが、同族のニアラを完全に見下しており、今回の襲撃も結果的には後始末とも言える。ただし、フォーマルハウトの食事の趣向は腐り掛けを食べる事なので今回の襲撃の機会をくれた事には感謝している。
人間を頑なに認めなかったニアラとは違い、人間に対してもある程度の理解を示している。しかし、その理解はあくまでドラゴンと言う立場からくるもので結局のところは餌としか見ていない（ただし、ニアラは最期を迎える時に人間を認めたのに対して、フォーマルハウトは最期まで認めようとはしなかった）。
 ???（紋章）
初登場時は本体でなく紋章の姿で登場。
神体フォーマルハウト
黒い竜の殻を打ち破って現れたフォーマルハウトの本体。4つの翼を持つ翼竜の姿をしており、爛々と輝く姿は前作の神体ニアラを思わせる。

### 帝竜
ティアマット
丸の内を根城とする帝竜。前作のウォークライと類似した姿をしているが、体の各所に結晶体が生えており、時空を歪ませる事が出来る。
オケアヌス
六本木を根城とする帝竜。地下水を汲み上げ、体内で極めて強力な酸に変換する能力を有しており、それを雨として降り出す事で人類に甚大な被害を与えた。範囲もかなり広く、東京全体が覆い尽くせるほどである。
スリーピーホロウ
前作で登場した帝竜。渋谷を根城としており、過去に甚大な被害を受けたSKYからは目の敵にされている。前作と同様に人間を錯乱させる能力を持っているが、ムラクモ機関が過去の経験から作り出した装置によって無効化されている。
トリニトロ
前作で登場した国分寺を根城とする帝竜。能力は変わっていないが、体の一部が赤熱化している。
ジゴワット
前作で登場した池袋を根城とする帝竜。能力は変わっていないが、体の一部が欠けている。
ジャバウォック
東京の地下を根城とする帝竜。ザ・スカヴァーほどではないが巨大な体格をしており、自分の配下の竜をエネルギータンク代わりにする事で強大なエネルギーを保有する。
インソムニア
首都高を根城とする帝竜。自身の領域内に催眠効果を持つ量子をばら撒くことで対象に重度の幻覚症状を見せる事が出来る（竜への抵抗力が高い13班でも初見は完全に術中にはまっていた）。

### 竜
D201
東京スカイタワーに現れた201匹目のドラゴン
D202
東京スカイタワーの頂上に現れた202匹目のドラゴン
ドラゴハンマード
デストロイドラグ
サンダードラゴン
リトルドラグ
ドラグサタナー
フリーズドラゴン
ドラグメガマウス
ウォールスナッチ
ロックスナッチ
ブラッドスナッチ
ミクロドラゴン
タワードラク

## TOKYO

### 国会議事堂
今回のムラクモ機関をはじめとした日本の活動拠点。Dzを使用することにより、施設を増設したり改良することができる。4章においてドラゴンの大襲来を受けることになる。
マイルーム
ムラクモ居住区
議事堂前広場
エントランス
議員宿舎
医務区
研究区
自衛隊駐屯区
SKY居住区
居住区
職人工房区
大食堂
大浴場
ラウンジ
DIVAルーム
備蓄倉庫

### ダンジョン
丸の内 亜空断層
帝竜ティアマットにより、亜空間と化した丸の内線。
七色のイバラなどが点在しており、地下鉄に空間の裂け目が出来ている。
六本木 腐食大瀑布
帝竜オケアヌスにより、酸性の水が流れ落ちる滝と化した六本木ヒルズ。
地下水がオケアヌスによって汲みだされ、水が屋上から流れ落ち、川や滝を形成している。ダメージを与えてくる酸性の水溜りがあちこちに点在しており、後にあるアイテムでダメージを無力化できる。
渋谷 繁花樹海
前作から再び登場。樹海と化した渋谷。SKYの本拠地がここにある。
国分寺 灼熱砂房
前作から再び登場。灼熱の砂漠と化した国分寺。
セクト11らと交戦しながら、工場の中などを進むことになる。
池袋 山手線天球儀
前作から再び登場。帝竜ジゴワットが発生させた磁力により、山手線の線路などが天球儀を形作った。
復活した電磁砲を破壊しながら進むことになる。
東京地下 メトロ大遺跡
東京の地下に突如現れた巨大な遺跡。何故ここにあるのかは不明。
新宿 東京都庁
東京地下道 八王子水道
首都高 11号線
首都高 湾岸天楼
東京スカイタワー
ムラクモ13班の最初に始まるダンジョンで真竜が出現した後でラストダンジョンと化す。

## 職業
本作では外見と職業が固定されておらず、自由な組み合わせでキャラクターメイキングが可能。今作から新職業としてアイドルが登場。更に新しい外見にルシェが加わり、3種類のカラーバリエーションが選択可能になった。
スキルは前回から引き続き採用された物や新しく追加されたスキルがある他、統廃合されたり、下位互換・上位互換のスキルが登場した物もある。前作での奥義も登場するほか、新たに「秘奥義」としてさらに強力なスキルも追加された。
また前作からの外見には開発スタッフが使用していた通称的な名前があり、フィギュア等にも使われている。
開発スタッフによる通称
スチューデント 男性：キリマル/女性：刀子
エージェント 男性：にくじゃが/女性：モモコ
パワフル 男性：ダイナモ/女性：サンボちゃん
アングラ 男性：ベイン/女性：ピンクハーレイ
オタク 男性：レッド/女性：チェルシー
サムライ　
身体能力Sランク。特に剣技に長けた者から選抜される、攻守に優れたオールラウンダー。使用武器は刀。
『抜刀』と『居合』の二種類の構えを状況に応じて使い分けて戦う。
また、強力な自己回復・自己強化のスキルも覚える。
トリックスター　
敏捷性Sランク。特殊技巧に優れたものから選抜される、手数で攻めるスピードスター。使用武器は短剣と銃。
状態異常攻撃の多い短剣と、攻撃力が高く通常攻撃で2回攻撃ができる銃という、二種類の武器を使い分けられる唯一の職業。
逃走や先制攻撃に関する特殊なスキルを覚えるのも特徴。
デストロイヤー　
運動能力Sランク。武道で達人級の者から選抜される、一撃にかけるヘヴィファイター。使用武器は拳（ナックル）。
『D深度』という状態異常を敵に与えることができ、そのレベルによって強力な攻撃スキルが使えるようになっていくのが最大の特徴。
また、敵の攻撃を自分に集中させ、攻撃を受けるたびに反撃する『迎撃スタンス』による盾役もこなせる。
サイキック　　
超感覚Sランク。天変地異や超能力をあやつる特異能力者。属性攻撃や回復魔法のスペシャリスト。使用武器は爪（クロウ）。
強力な属性攻撃スキルと回復スキルを覚え、全職業トップの火力を持つ。
一部の単体スキルは、レベルを上げることにより効果の対象を全体化することも可能となる。
ハッカー　
情報技能Sランク。重度のメカマニアから選抜される、敵味方の能力を操作するサポーター。使用武器は投具（チャクラム等）。
最速で行動しつつ、味方を強化するスキルを数多く覚える。
また、敵を『ハッキング』できれば、敵を状態異常にしたり、行動を操り同士討ちさせることすら可能。
アイドル　
カリスマ性Sランク。超人気アイドルから選抜される。味方を意のままに動かすアジテーター。使用武器はメガホン。
仲間に攻撃させたりスキルを使わせるオーダーと戦況に応じた態勢とらせるフォーメーションが使える。
またフィーバーゲージを貯めると段階により使用できるスキルが変化。4まで貯めるとスーパースターになる。
ルシェ　　
チャプター3終盤での解放となり、システムデータセーブ後に最初から選択可能となる。
しかし、職業は上記の6通りしか選べない。

## 声の出演
本作では前作の30人に新たに男性5人、女性5人（太字で表示）を加えた計40人の声優が採用されている。
起用声優は以下のとおり。

### 男性
- 阿部敦
- 石田彰
- 江川央生
- 大塚明夫
- 岡本信彦
- 小野大輔
- 梶裕貴
- 神谷浩史
- 木村良平
- 黒田崇矢

- 櫻井孝宏
- 下野紘
- 杉田智和
- 竹内良太
- 中井和哉
- 中村悠一
- 平田広明
- 福山潤
- 三木眞一郎
- 宮野真守

### 女性
- 伊藤かな恵
- 加藤英美里
- 桑島法子
- 斎藤千和
- 佐藤利奈
- 沢城みゆき
- 竹達彩奈
- 田中敦子
- 田中理恵
- 田村ゆかり

- 丹下桜
- 茅原実里
- 豊口めぐみ
- 豊崎愛生
- 花澤香菜
- 日笠陽子
- 堀江由衣
- 水樹奈々
- 悠木碧
- ゆかな

## スタッフ
- プロデューサー：小玉理恵子
- ディレクター：大峡大
- キャラクターデザイン 三輪士郎
- オープニング曲：HeavenZ-ArmZ ♪sasakure.UK（feat.初音ミク）
- 広報：南木翔

## 関連商品

### 書籍
セブンスドラゴン2020-IIコンプリートガイド
発行：エンターブレイン 編集：週刊ファミ通編集部 ISBN 978-4-04-728997-0
セブンスドラゴン2020&2020-II VISUAL COLLECTION
発行：エンターブレイン 編集：週刊ファミ通編集部 ISBN 978-4047292307
この本にしか無いプレイヤーキャラクター3人の名前が「九条椿(くじょう ツバキ)」、「西村ハル(にしむら ハル)」、「ムゲン」で掲載されている。
セブンスドラゴン2020 -EGO-
ファミ通コミッククリア連載 原作：セガ 漫画：木野コトラ 構成：木村明広
発行：エンターブレイン ISBN 978-4047294530

「キリカ」（チェルシー）、「ヤツハ」（刀子）、「シノブ」と名付けられたプレイヤーキャラクターがメイン。

### CD
セブンスドラゴン2020-II オリジナル・サウンドトラック
レーベル: メディアファクトリー ASIN B00CYGY2O8
セブンスドラゴン2020&2020-II 初音ミク・アレンジトラックス
レーベル: U/M/A/A ASIN B00D1B8SWC
ドラマCD セブンスドラゴン2020&2020-II~トウキョウ・クロニクル~
レーベル: フロンティアワークス ASIN B00GWTI1SG
セブンスドラゴン2020 ドラマ＆ビジュアルコレクションディスク
レーベル: フロンティアワークス ASIN B011LXQLOI
ゲーム内映像などを収録したDVDとのセット。

### フィギュア
サムライ (刀子)
1/7スケール PVC塗装済み完成品 メーカー：Max Factory ASIN B008F6JDW2
ハッカー (チェルシー)
1/7スケール PVC塗装済み完成品 メーカー：Max Factory ASIN B00A7IWFNA
サムライ (刀子) アナザーカラーVer.
1/7スケール PVC塗装済み完成品 メーカー：Max Factory ASIN B00MWJKCOQ
ルシェ（シトリン）
1/7スケール PVC塗装済み完成品 メーカー：フレア ASIN B00THZTDHA
サムライ (刀子) メイドStyle
1/7スケール PVC塗装済み完成品 メーカー：キューズQ ASIN B07N7MGMX6
サムライ (刀子) メイドStyle イベント限定エクストラカラー
1/7スケール PVC塗装済み完成品 メーカー：キューズQ ASIN B084M742F9